# Lilliesleaf
Lilliesleaf är en ort i Storbritannien.   Den ligger i kommunen Scottish Borders och riksdelen Skottland, i den centrala delen av landet, 500 km norr om huvudstaden London. Lilliesleaf ligger 150 meter över havet och antalet invånare är 365.
Terrängen runt Lilliesleaf är platt åt sydost, men åt nordväst är den kuperad. Terrängen runt Lilliesleaf sluttar österut. Runt Lilliesleaf är det glesbefolkat, med 14 invånare per kvadratkilometer. Närmaste större samhälle är Selkirk, 7,2 km nordväst om Lilliesleaf. Trakten runt Lilliesleaf består i huvudsak av gräsmarker.